# Instructions per second
Instructions per second (IPS) (magyarul utasítás másodpercenként) a számítógép processzorok működési sebességének mértékegysége. Több leírásnál az IPS értéknél a „peak” (csúcs) kifejezést használják, ha utasítások egy kisebb csoportjának, valós terhelést jelentő, illetve valós üzemi körülményekhez közel álló utasítás sorozatok végrehajtása alapján számított sebességet értenek alatta. (Bizonyos utasítások gyorsabban hajtódnak végre, mint mások.) A memória teljesítménye alapvető hatással van a processzor teljesítményére, ezért ezt a tényezőt is figyelembe kell(ene) venni MIPS számításoknál. Pontosan az ilyen jellegű problémák miatt dolgozták ki és szabványosították az elemzők a vizsgálatokhoz és összehasonlításokhoz jobban használható SPECint méréseket, amelyek (talán) a valós teljesítményt mérik általánosan használt alkalmazások esetén, és a durva IPS-t ilyen esetben nem használják.
A mértékegység nagyobb értékre a ezer (kilo) utasítás per szekundum (kIPS) vagy a millió utasítás per szekundum (MIPS) használatos.
Bár sokan nevezik a MIPS, KIPS, IPS értékeket számítási teljesítménynek, de valójában ezek utasítás végrehajtási sebességet, időegység alatt végrehajtott utasítás mennyiségét jelentik.

## Ezer utasítás másodpercenként
Az ezer utasítás per szekundum mértékegység (kIPS) ritkábban használt, mivel a mai mikroprocesszorok több millió utasítást hajtanak már végre másodpercenként. Ebben az esetben a ezer valóban 1000-et és nem 1024-et jelent.

## Millió utasítás másodpercenként
Az angol „million instructions per second” rövidítése a MIPS. A kritikusai gyakran hivatkoznak (tréfásan?) erre a mértékegységre mint „Meaningless Indicator of Processor Speed” (értelmetlen processzorsebesség-mutató) vagy mint „Meaningless Information on Performance for Salespeople” (értelmetlen teljesítményinformáció kereskedőknek). Linuxos és unixos körökben a MIPS-re gyakran mint bogoMIPS hivatkoznak. A MIPS valóban nem alkalmas CPU architektúra összehasonlításokra.
A lebegőpontos aritmetikák esetében a MIPS-szel egyenértékű MFLOPS, amely ugyanúgy értelmezhető és alkalmazható. (A FLOPS az angol FLoating point Operations Per Second szavak kezdőbetűiből alakult ki – szó szerint lebegőpontos művelet másodpercenként.)
Az 1970-es években, a minszámítógépek összehasonlítására használták a VAX MIPS-et, ahol a gépek teljesítményét összehasonlították a VAX 11/780 teljesítményével (a gépet „1 MIPS”-esnek nevezték, és ezt „vonatkozási alapnak” tekintettek.(A mérés mint „VAX Unit of Performance” (VAX egységekben mért teljesítmény) vagy VUP néven volt ismert.)
A legtöbb 8 bites és korai 16 bites mikroprocesszorok teljesítményét kIPS-ben (ezer (kilo) instructions per second) mérték, ami 0,001 MIPS-nek felel meg. Az első általános célú mikroprocesszor, az Intel i8080, 640 kIPS sebességgel működött. Az Intel i8086 mikroprocesszora, a 16 bites sor első mikroprocesszora, amit az IBM PC-kben használtak 800 kIPS sebességgel futott. Az korai 32 bites PC-k (386) már hozzávetőlegesen 3 MIPS sebességűek voltak.
A zMIPS az IBM saját, belső, főleg a zSeries és a System z9 nagyszámítógépes szerverek MIPS-ben mért sebességére használatos. Egy elemző cég Isham Research javasolta a kMIPS (kilo-million instructions per second) mértékegységet a processzor sebességének mérésére az IBM nagyobb szerverei esetében.

## Sebességértékek időrendi sorrendben
| Processzor                                    | IPS                           | Év        |
| --------------------------------------------- | ----------------------------- | --------- |
| CDC 6600                                      | 3-10 MIPS, 2-3 MFLOPS, 10 MHz | 1964-1970 |
| CDC 3300                                      | 1 MIPS                        | 1965      |
| IBM System/360 model 75                       | 1 MIPS                        | 1970      |
| Intel 4004                                    | 60-92 kIPS, 740 kHz           | 1971      |
| IBM System/370 model 158-3                    | 1 MIPS                        | 1972      |
| Intel 8080                                    | 640 kIPS                      | 1974      |
| MOS Technology 6502                           | 500 kIPS, 1 MHz-nél           | 1975      |
| Cray-1                                        | 160 MIPS, 80 MHz-en           | 1975      |
| VAX–11/780                                    | 1 MIPS, 5 MHz-nél             | 1977      |
| Motorola 68000                                | 1 MIPS, 8 MHz-nél             | 1979      |
| IBM 801                                       | 15 MIPS, 15.15 MHz órajelnél  | 1980      |
| MIPS R2000                                    | 12-33 MIPS                    | 1985      |
| Commodore 64                                  | 0.15-0.85 MIPS, 1 és 2 MHz-en | 1986 kb.  |
| MIPS R3000                                    | 43 MIPS, 40 MHz-nél           | 1991      |
| Intel 486DX                                   | 54 MIPS, 66 MHz-nél           | 1992      |
| MIPS R4000                                    | 75 MIPS, 75 MHz-nél           | 1992      |
| PowerPC 600s (G2)                             | 35 MIPS, 33 MHz-nél           | 1994      |
| ARM 7500FE                                    | 35,9 MIPS, 40 MHz-nél         | 1996      |
| PowerPC G3                                    | 525 MIPS, 233 MHz-nél         | 1997      |
| ARM10                                         | 400 MIPS, 300 MHz-nél         | 1998      |
| Zilog eZ80                                    | 80 MIPS, 50 MHz-nél           | 1999      |
| Pentium III                                   | 1400 MIPS, 700 MHz-nél        | 1999      |
| ARM Cortex-A8                                 | 2000 MIPS, 1 GHz-nél          | 2005      |
| Xbox 360 IBM „Xenon”, hárommagos              | 6400 MIPS, 3,2 GHz-nél        | 2005      |
| PlayStation 3 Cell PPE maggal                 | 6400 MIPS, 3,2 GHz-nél        | 2006      |
| Pentium 4 EE                                  | 9726 MIPS, 3,2 GHz-nél        | 2003      |
| AMD Athlon FX-57                              | 12 000 MIPS, 2,8 GHz-nél      | 2005      |
| AMD Athlon 64 3800+ X2 (kétmagos)             | 18 900 MIPS, 2,2 GHz-nél      | 2005      |
| AMD Athlon FX-60 (kétmagos)                   | 22 150 MIPS, 2,6 GHz-nél      | 2006      |
| Overclocked AMD Athlon FX-60 (kétmagos)       | 24 300 MIPS, 2,8 GHz-nél      | 2006      |
| Overclocked AMD Athlon 64 3800+ X2 (kétmagos) | 25 150 MIPS, 2,8 GHz-nél      | 2005      |
| Overclocked AMD Athlon FX-60 (kétmagos)       | 27 100 MIPS, 3 GHz-nél        | 2006      |

## Kapcsolódó szócikk
- MIPS-architektúra